# 纈草
缬草是一種多年生耐寒開花植物，在北半球每年6月至9月是其花期，會開出芬芳的白色或粉紅色花朵。當花朵被放在花瓶裡時，其散發出來的香味因過於濃烈，會令人難以忍受。
纈草原产於亚洲部分地区和欧洲，现在已被栽培到北美洲。其茎叶被一些鱗翅目物种（蝴蝶及蛾）的幼虫当作食物。
纈草在药理学和本草疗法中是一种草药，其根部作为膳食补充剂使用。纈草经浸软、研磨、脱水后被放入方便的包装中，如胶囊，具有镇静和抗焦虑等作用。而16世纪时人们曾利用纈草制作香料。纈草常用於治療失眠，它可以被認為是安眠藥物的替代療法。它有時也被用作鎮靜劑，如在治療某些焦慮症苯二氮平的替代藥物。
人体必需氨基酸中的纈氨酸就是根据此植物命名的。

## 形态
草本植物，株高1－2米，具有须根，有时有根状茎粗短，根粗长，多数，簇生；叶对生，有时下部互生，为一至三回羽状复叶，深绿色，长约20厘米，下部叶具柄，上部叶无柄，小叶椭圆形或披针形，叶全缘或有大小不等锯齿。
聚伞花序密集顶生，花小，极为芬芳，直径4－5毫米，淡粉色、白色或蔷薇红色，花期5－7月，果期8－9月。

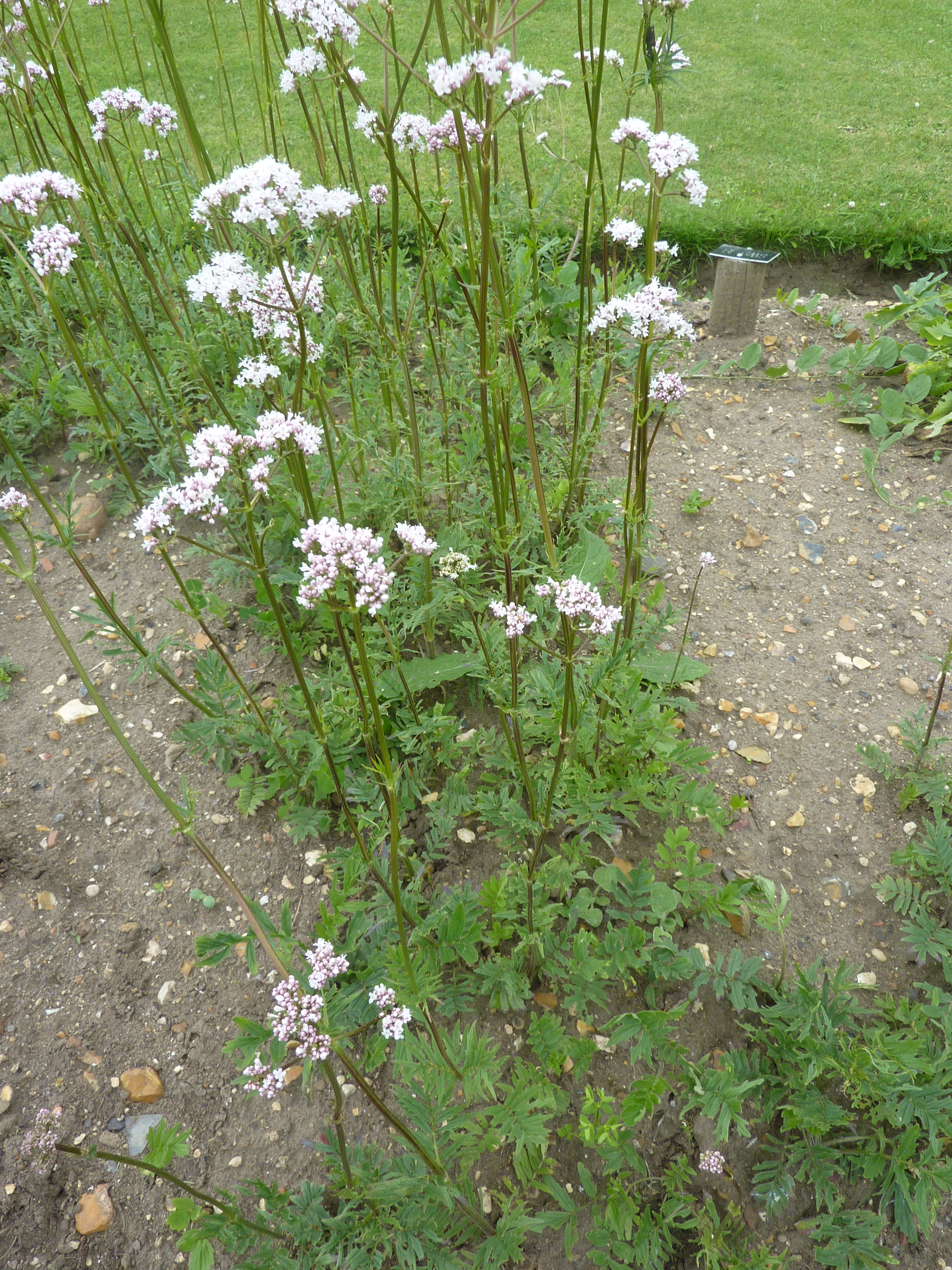
植株
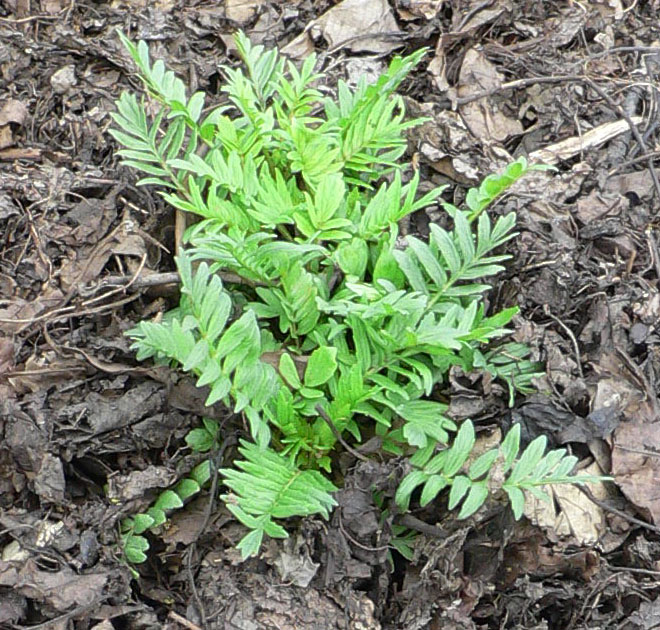
植株
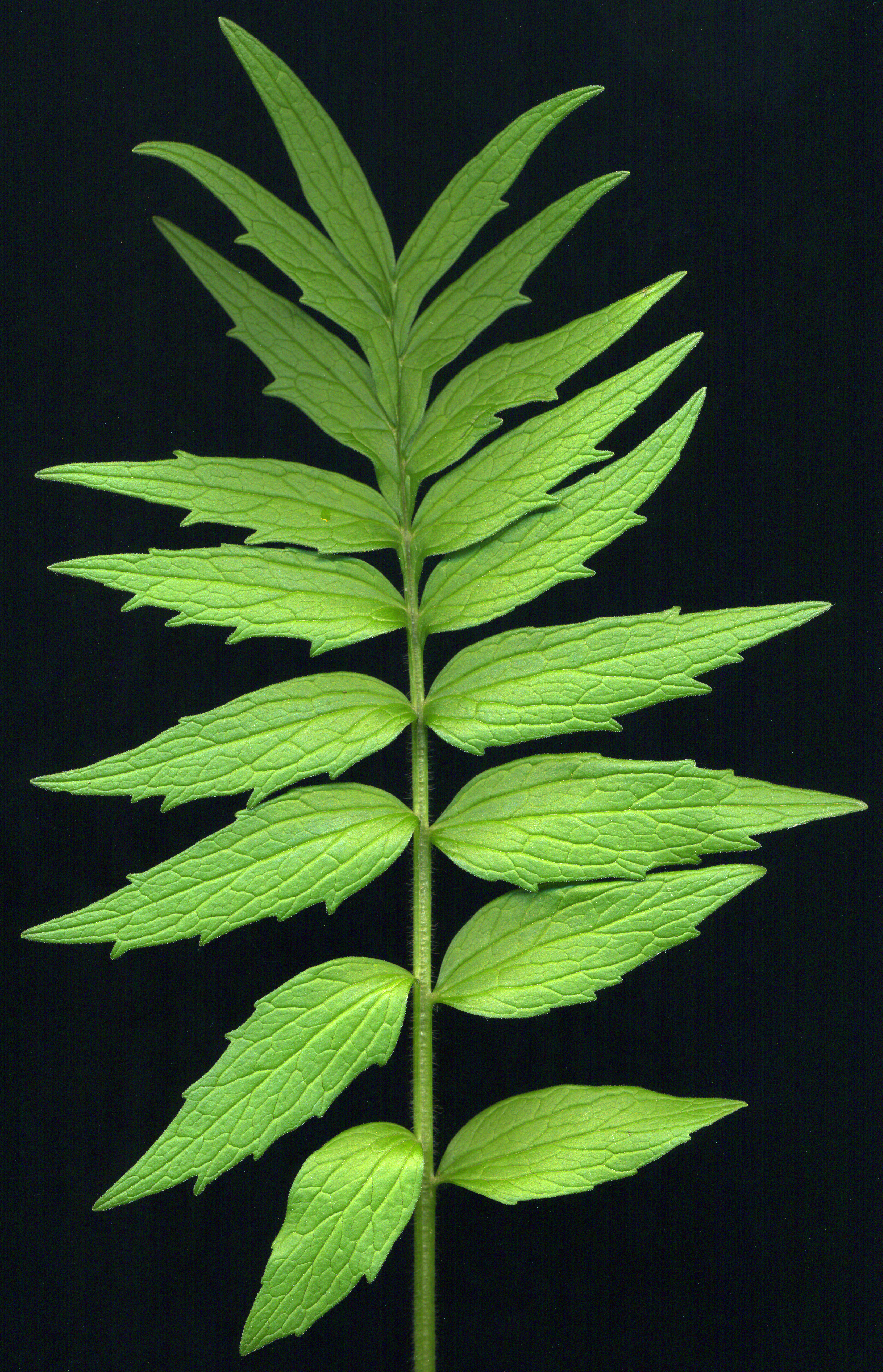
葉
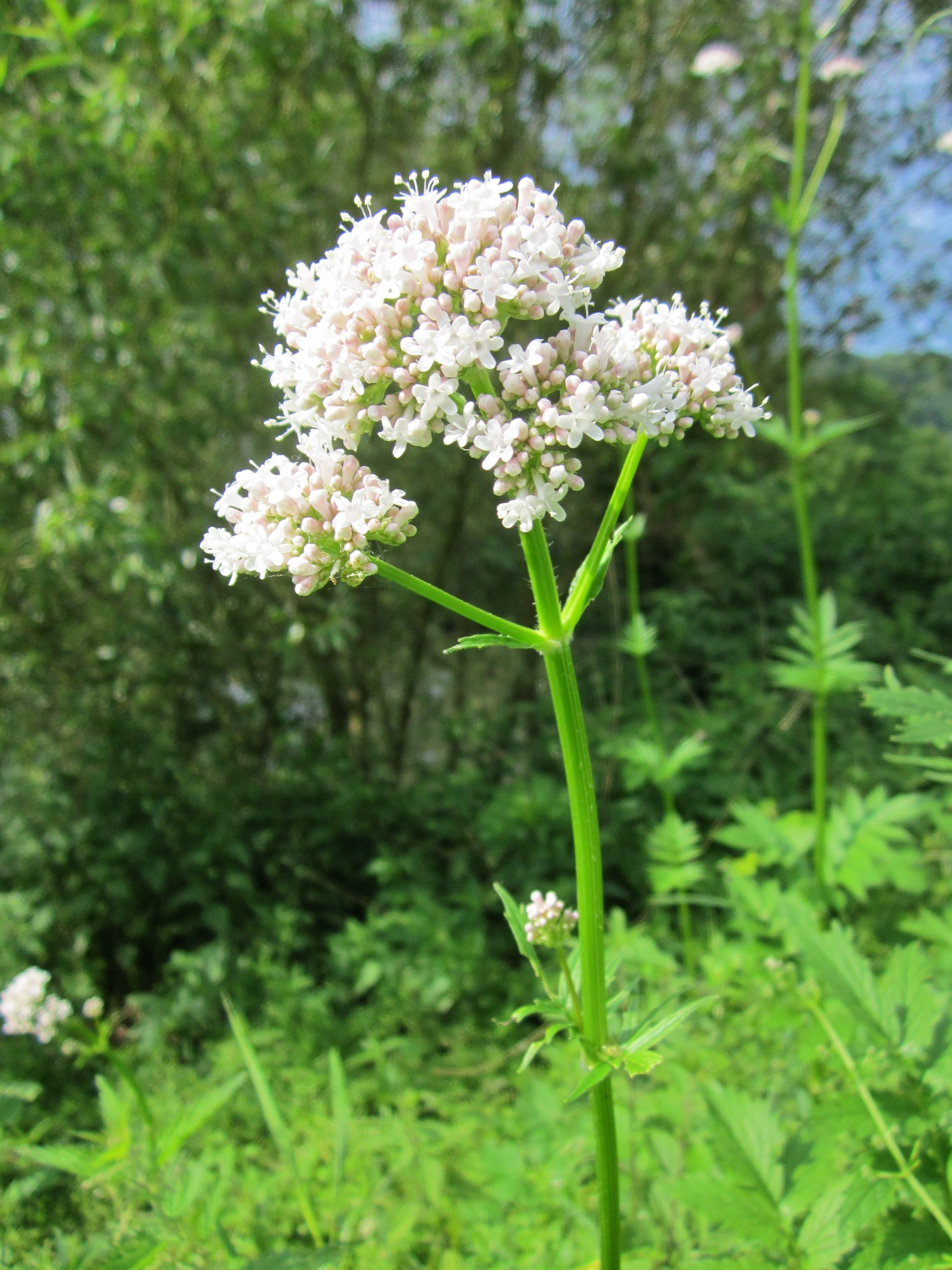
花序
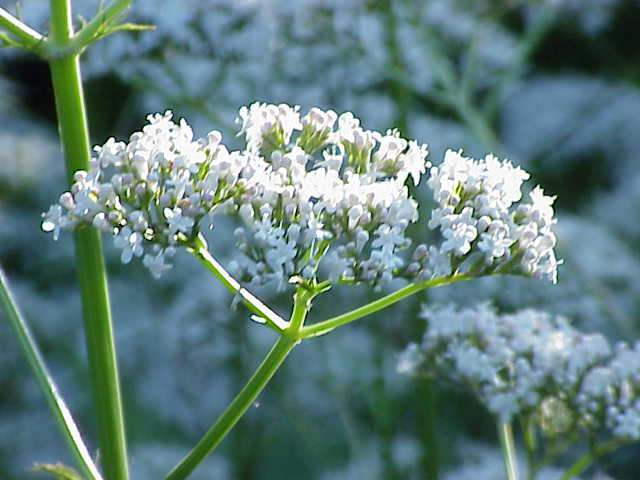
白色花朵
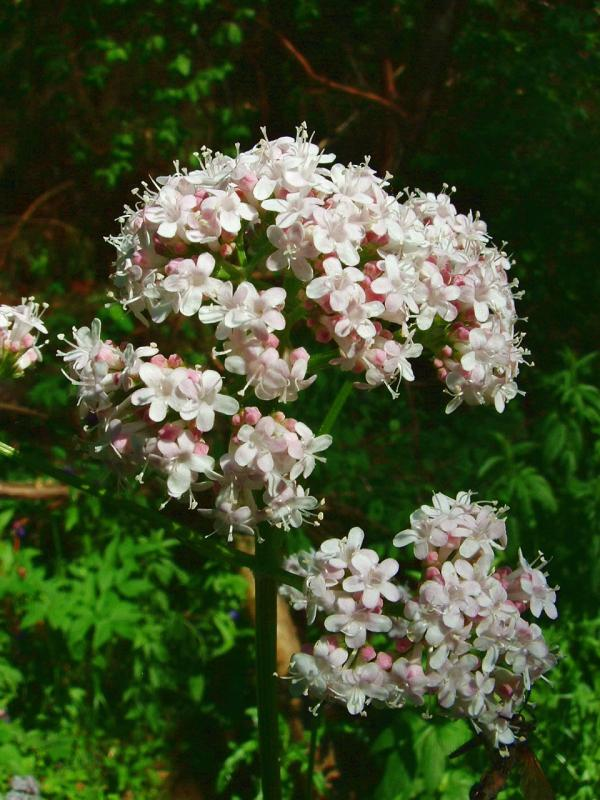
粉红色花朵
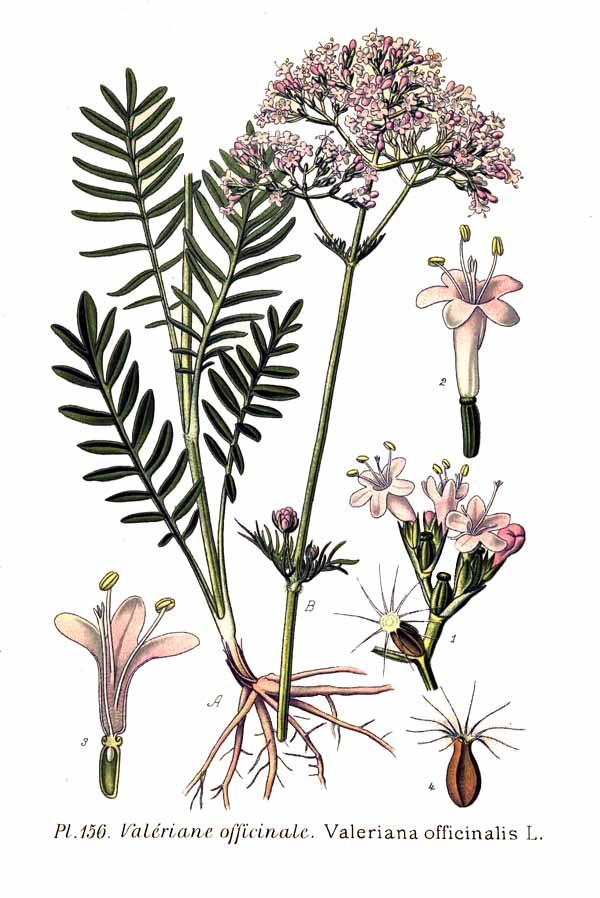
纈草圖
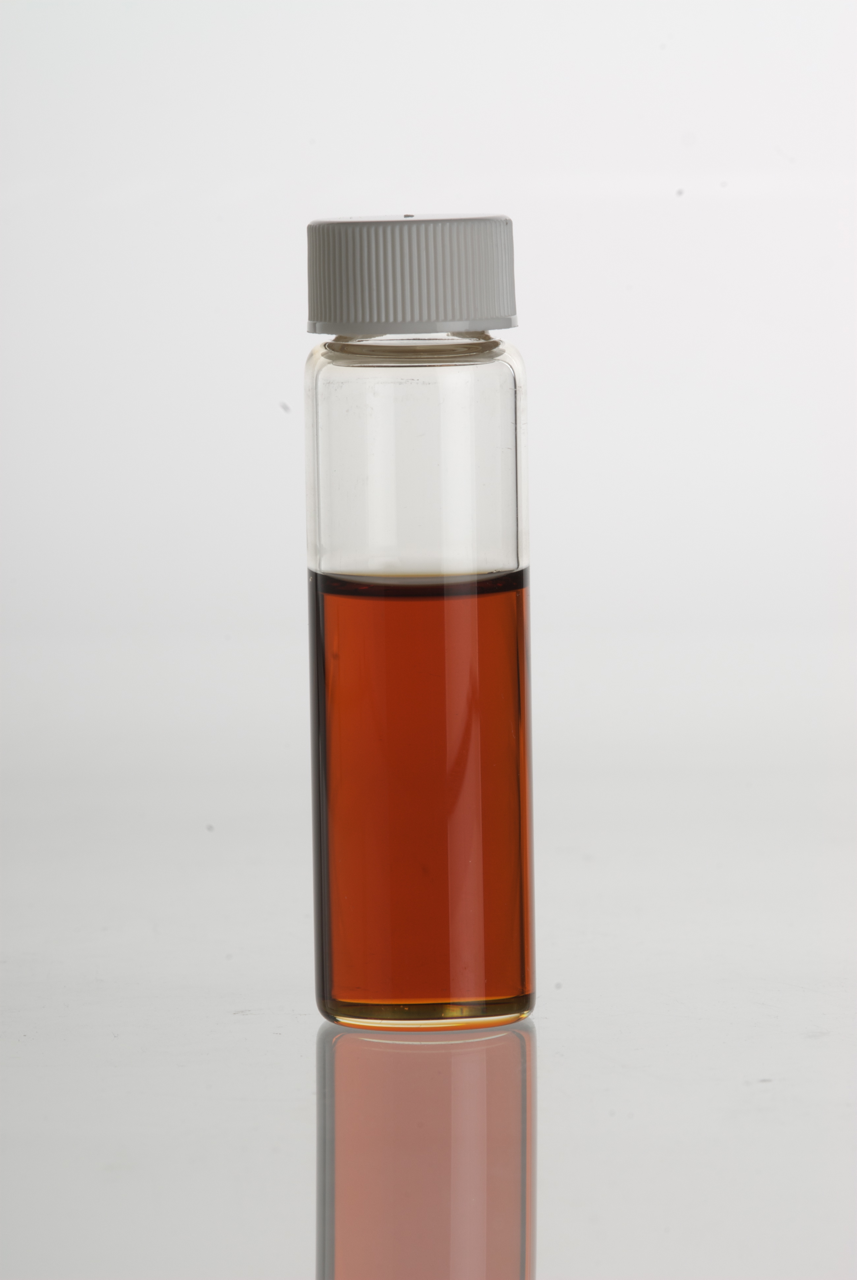
纈草香精油

## 历史

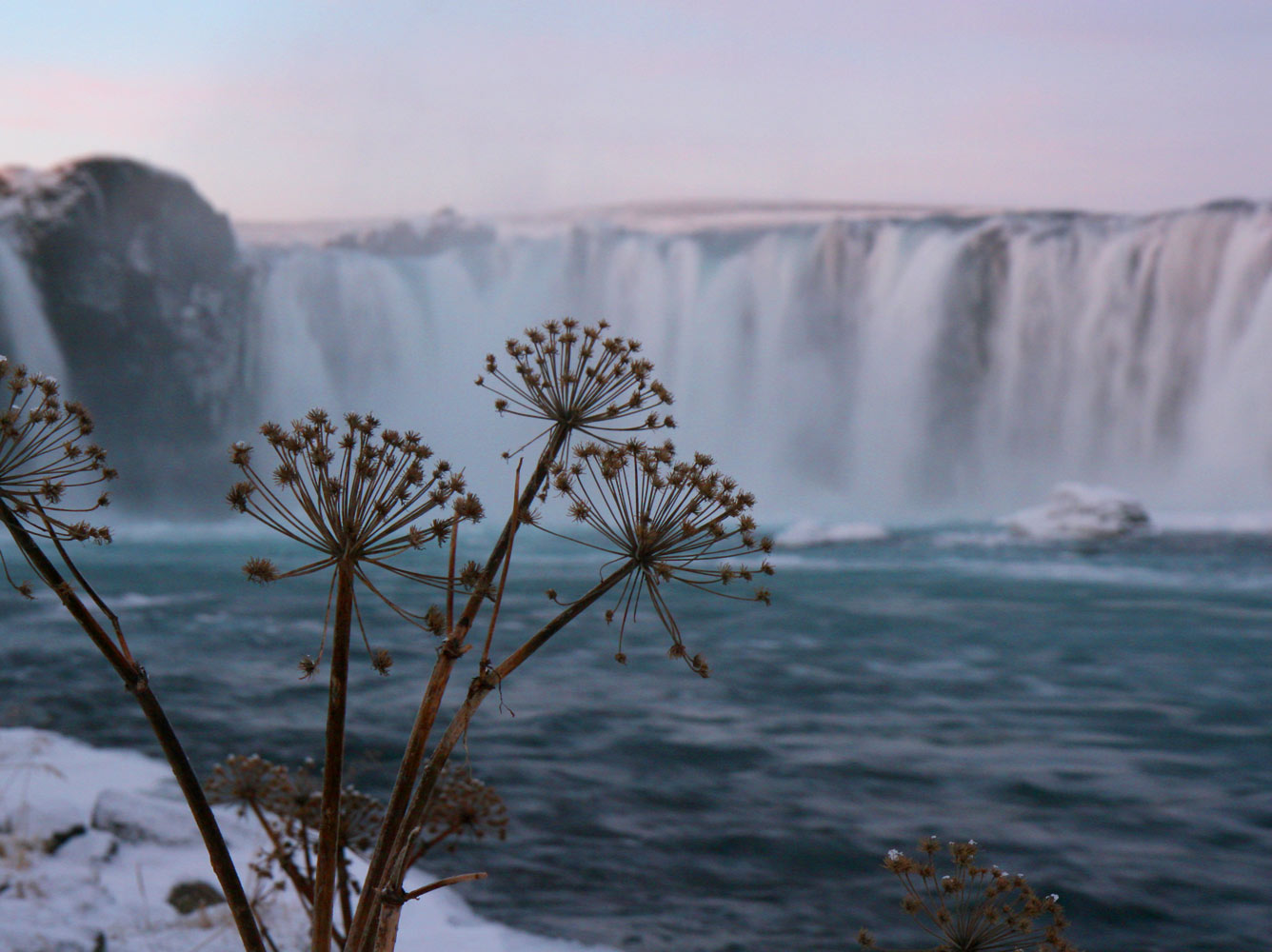
冰岛戈扎瀑布下的乾纈草，拍摄于2007年11月

纈草至少是在古希腊和古罗马时期就被当作一种草药使用。希波克拉底描述了纈草的特性，之后盖伦指出其可作为治疗失眠的药物。
在瑞典中世纪时期的结婚典礼中，缬草有时候会被新郎戴在礼服上以防精灵嫉妒。
在中国，明代时已有使用纈草的纪录。历史上很多国家的药典都曾将纈草作为草药收录，《中国药典》亦曾收录一种中国纈草蜘蛛香（Valeriana jatamansi，别名马蹄香）。
日本宽叶缬草（Valeriana officinalis var. latifolia）、印度缬草（Valeriana wallichii）和墨西哥缬草（Valeriana edulis）是现代商用制药的主要原料。

## 命名
一种说法认为纈草的英文名字Valerian源自拉丁文valere，其意思為“使強壯或健康”，通常認為是指其藥物用途，虽然也有很多人認為也可能是指其強烈的香味；而按照《牛津英語詞典》第二版（1989年）所述，valerian出自人名Valerius的拉丁文形容词形式。缬草的德语俗名Baldrian源自北欧神话中的神，意为“巴德爾之光”。
纈草又被称为欧缅草、鹿子草、甘松、穿心排草、大救驾、小救驾、满山香、七里香、拔地麻、抓地虎、香草、蜘蛛香、猫食菜，英语别称万灵草药（All-heal），日语别称吉草（きっそう）。

## 植物精油

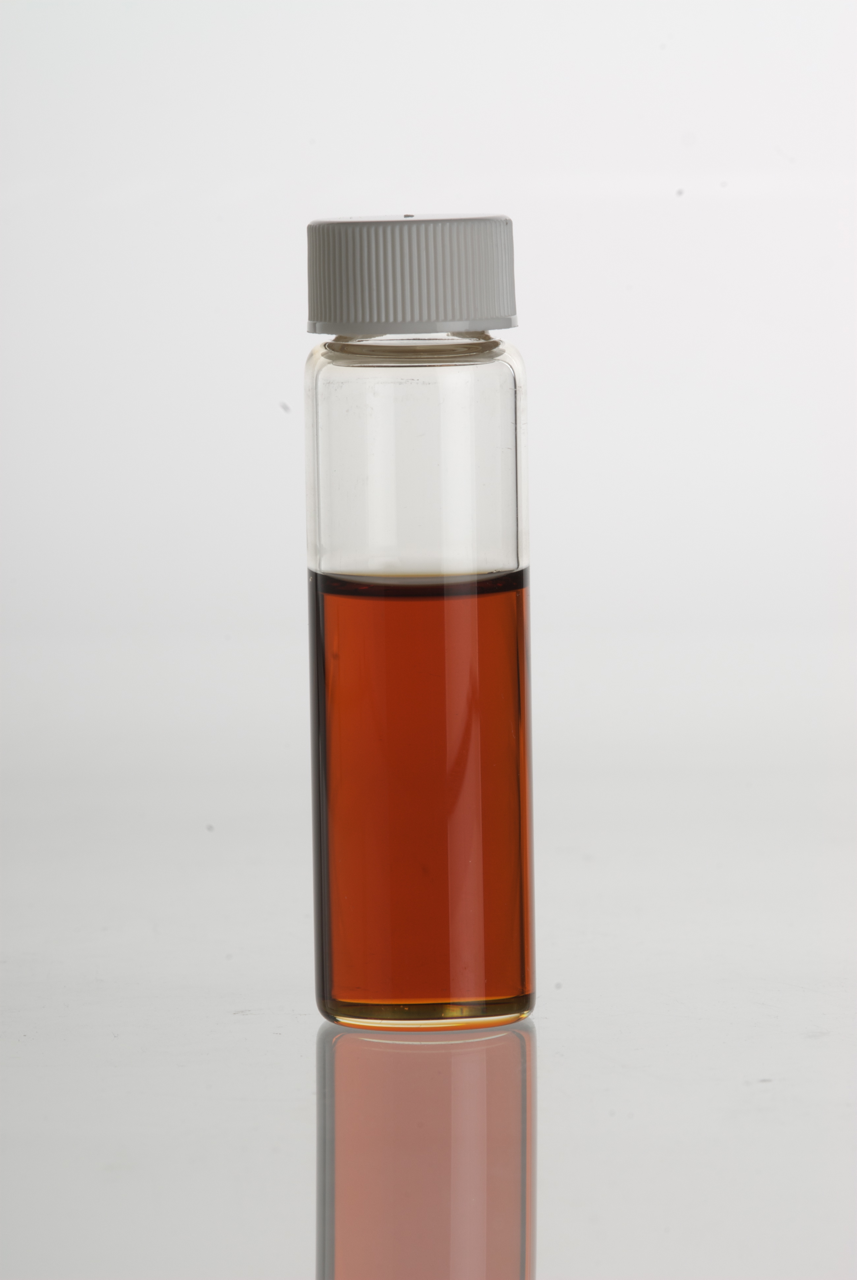
缬草精油

缬草的主要成分是一种颜色从黄绿色到黄棕色的精油，这种精油存在于干燥的根中，含量从0.5％－2％不等，不过平均产量很少超过0.8％。这种含量变化的原因是由于缬草所处自然区位的不同：在干燥、石质的土壤中，缬草根中所含的精油比在湿润、肥沃的土壤中更丰富。
通常，缬草的根在较长的一段时间内也不会失去药效，因为精油的化学性质比较稳定。由多种活性成分组成的精油有强烈的刺激性气味，让人有点想起成熟的奶酪。缬草茶不能用沸水冲泡，因为这会使较轻的精油挥发掉。

## 医药用途
纈草可缓解失眠、睡眠障碍、慌乱、焦虑症以及其他失调病症，同时也可放松肌肉，使内环境恢复稳态。缬草似乎往往在服用较长时间（数周）后才生效，不过也有很多使用者发现其立即起效。缬草传统上也用于治疗胃肠道疼痛及肠易激综合征。从利害关系角度来说，缬草有时被推荐为一线治疗方案。缬草往往作为停止服用苯二氮䓬类药物的过渡药物，也常被认为是其有效的代替品，然而近期有研究认为缬草并没有这些疗效。
纈草在中医学作为镇静剂使用。目前缬草是治疗失眠的有效药物，而近期的一项综合分析为此提供了有力的证据。纈草已被推荐为治疗癫痫的药物，但还没有研究作支持，不过其所含成分之一的类似物——丙戊酸已被用作抗惊厥和情绪稳定药物。
在美国，纈草作为营养补剂来出售。将缬草作为膳食补充剂的治疗方法已非常流行，特别是在1994年美国《膳食补充剂健康与教育法》（DSHEA）通过后。该法案允许代理商以非处方补剂的形式销售，因此他们就可以不受美国食品药品监督管理局（FDA）的规章限制。

### 生化组成
纈草中已检测到的具有药效的活性成分如下：
- 生物碱：猕猴桃碱、鬃草宁碱[22]、缬草宁碱和缬草碱
- 异戊酰胺
- γ-氨基丁酸（GABA）——抑制型神经递质
- 戊酸
- 缬草三酯、醋戊曲酯、异缬草三酯和戊曲酯
- 精油，包括活性倍半萜（乙酸基缬草烯酸、缬草烯酸）
- 黄酮类，包括橙皮苷、6-甲基芹菜素和里哪苷

### 作用機理
歷史上纈草作為鎮靜劑、殺菌劑、抗驚厥劑、治療偏頭痛和止痛藥，多數基礎的科學研究已經衝著缬草各成分与氨基丁酸神经递质受体系统间的相互作用，但这些研究仍然没有得出很明确的结论。一般而言，尤其是当纈草的提取物作为一种温和的镇静剂时，其作用机理仍是不为人知的。缬草提取物中有些成分似乎对GABAA受体复合物（含苯二氮䓬类药物受体）有亲和力，但此行为并不是由戊酸，而是由相对含量较高的γ-氨基丁酸（GABA）本身介导。
缬草也含有异缬草三酯，该物质已被证实对腺苷A1受体部位有反向激动剂作用。

### 中药学用途

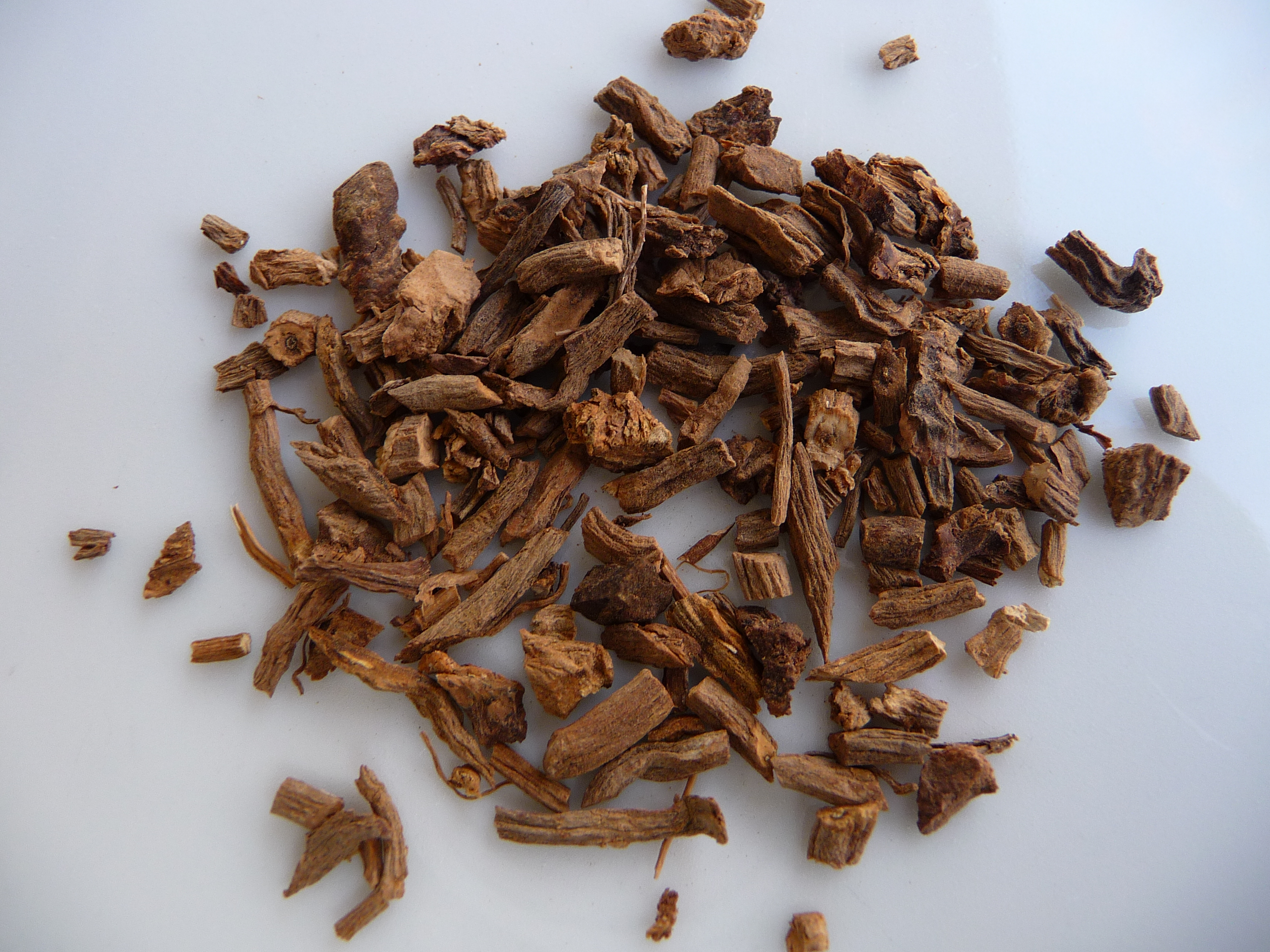
乾燥根

在中医药理论下缬草使用其根及根茎作为药用，是安神药中养心安神的药物。缬草的药性是辛、甘、温，归心、肝经。有养心安神、理气、活血止痛的功效。
应用其安神的功效可以用来治疗心神不宁、心悸多梦等症，可与酸枣仁、合欢皮、首乌藤等配伍；另与丹参、益母草、泽兰、红花同用，可用来治疗经期腹痛、腰膝酸软、跌打骨伤之症。

### 不良反应
与缬草相关的不良反应病例非常少。虽然一些人喜欢缬草这种泥土清香般的气味，很多人对於这种气味还是会感到非常不快。在一些罕见的病例中，缬草会造成过敏反应，如皮疹、荨麻疹甚至是呼吸困难。缬草的镇静剂作用会导致头昏及嗜睡，因此在驾驶和操纵重型危险设备前要慎用此类药物。
缬草三酯是一种潜在的诱变剂，因此缬草只应遵医嘱服用。
嗜睡、步行障碍、低体温症、肌无力、痉挛、疲劳、头痛、心悸、麻痹、肝功能障碍、成瘾，这些均是医疗报告中曾见到的症状，但这些情况在大部分报告中都很少出现。大剂量（大于500毫克）服用会导致胃痛、反应迟缓或轻度抑郁。而在一些特例中，纈草亦会导致头痛甚至夜惊。在大多数标准药物筛选中，都要检验个体是否对缬草提取物产品中所含苯二氮䓬类药物呈阳性。
缬草的成分需由肝脏分解，因此肝机能不全患者禁用。而缬草所含成分与烟酸或烟酰胺共用对肝脏有很大的毒性，因此要避免混用。在妊娠过程中使用缬草产品有流产的可能，因此尽量不要服用相关产品，而关于缬草对妊娠和哺乳的安全性，仍未获得充分的相关资料。
缬草的成分对中枢神经系统有抑制作用，因此不应与酒精、苯二氮䓬类药物、巴比妥酸盐、鸦片剂等抑制剂同时使用。此外，未妊娠成年女性的肝中毒病例也与含缬草制剂的短期使用（例如数日至数月）有关。长期使用症状包括成年男性的苯二氮䓬类药物样戒断症状，如心脏并发症和譫妄。
缬草用於动物和人体的实验数据十分有限，因此对於妊娠期使用缬草的安全性无法给出任何结论。此外，由於缬草是一种天然的、不受管制的药品，缬草制剂中污染物浓度、种类和状态是不易检测出来的。由於缬草对於胎儿的细胞毒性，以及对於母亲的肝毒性具有不确定性和潜在性，妊娠期应避免使用缬草产品。一些学者也给出了相同的结论。不过，在妊娠期的任何时间里，由於大意偶然使用缬草制剂，或者是短期使用缬草制剂，即使对胎儿有风险，大概也是比较低的。

### 每日建议剂量
由于药品形式的不同，且没有统一的标准，每日建议剂量很难确定。典型的药物形式如中草药剂量为每日2克至10克。纈草的根虽然无毒，但过量使用会造成如上个章节所述的部分副作用。

## 动物引诱性
缬草有一种不寻常的特性，是其根部所含的精油像貓薄荷一样对猫有引诱性。缬草中这种对猫具有引诱性的活性化合物是猕猴桃碱。引诱猫的物质可能是具有猫尿味道的3-巯基-3-甲基-1-丁醇（3-Mercapto-3-methylbutan-1-ol，MMB）。民间也有说法称缬草对老鼠同样也有引诱性，因此缬草也被用来诱捕老鼠。
家畜和宠物，尤其是部分猫科动物闻到缬草的味道会变得很兴奋。

## 文学创作
花衣魔笛手传说的一些版本称魔笛手用缬草以及他的笛子来吸引老鼠。这大概是由于老鼠感染了弓形虫，造成老鼠对猫尿的气味由厌恶变为喜爱。
缬草在阿加莎·克里斯蒂（Agatha Christie）的两部作品《五隻小豬之歌》（Five Little Pigs）及《东方快车谋杀案》（Murder on the Orient Express）中被选为线索，前者提及了缬草对猫的作用，後者则是作为镇静剂出现在作品中。